# 陀々堂の鬼はしり
陀々堂の鬼はしり（だだどうのおにはしり）とは奈良県五條市大津町の念仏寺（ねんぶつじ）において室町時代から毎年1月14日（1957年〈昭和32年〉までは旧暦1月14日）に行われている修正会結願の行事である。1995年（平成7年）に国の重要無形民俗文化財に指定された。
鬼走りというのは、宮中の年中行事である追儺を模倣した悪鬼と疫病を払う儀式で各地に多く残されているが、陀々堂の鬼はしり行事の鬼は、追い払われる対象となる悪い鬼ではなく、阿弥陀如来に仕え災厄を除き福をもたらす善い鬼とされている。

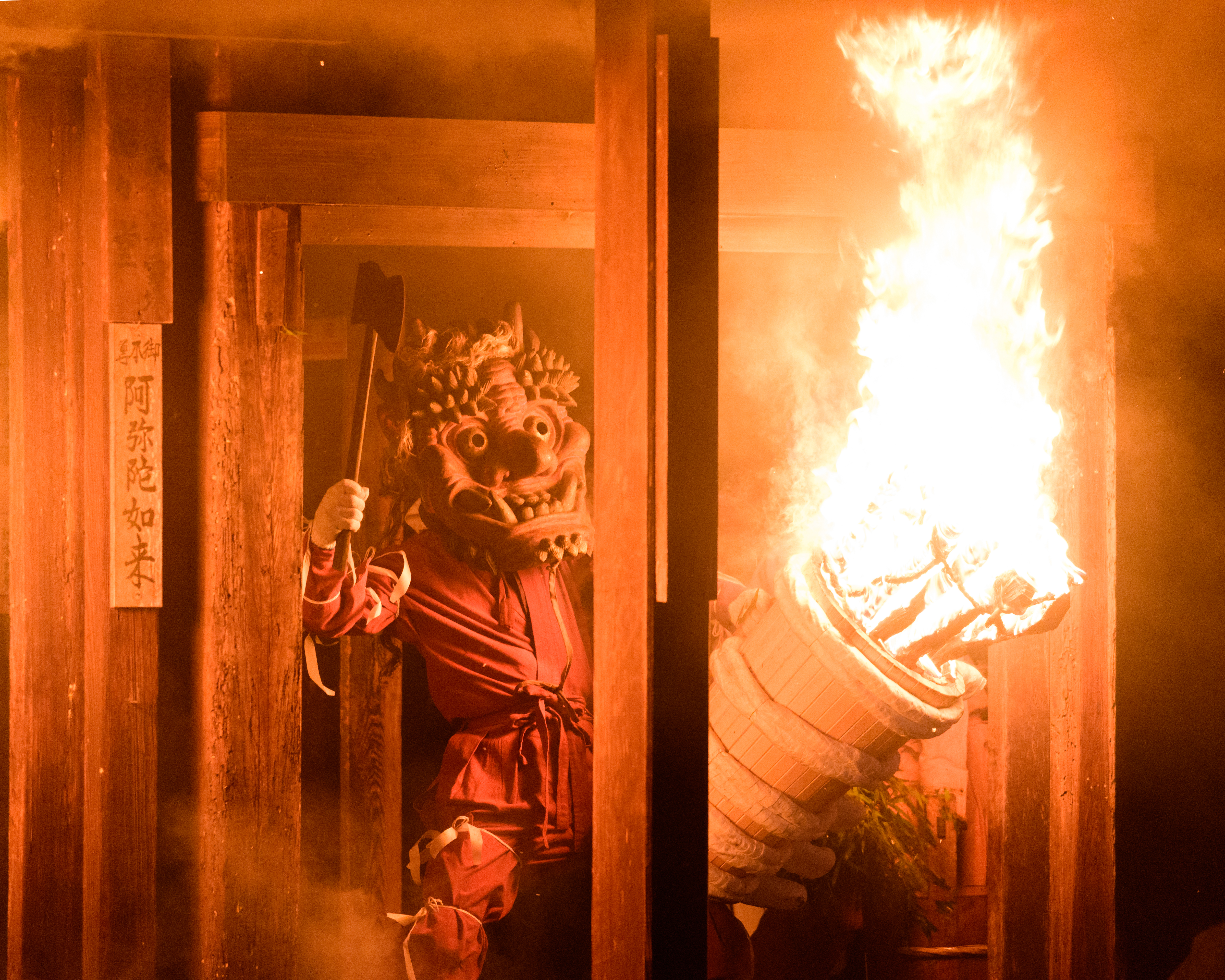
父鬼（赤鬼）
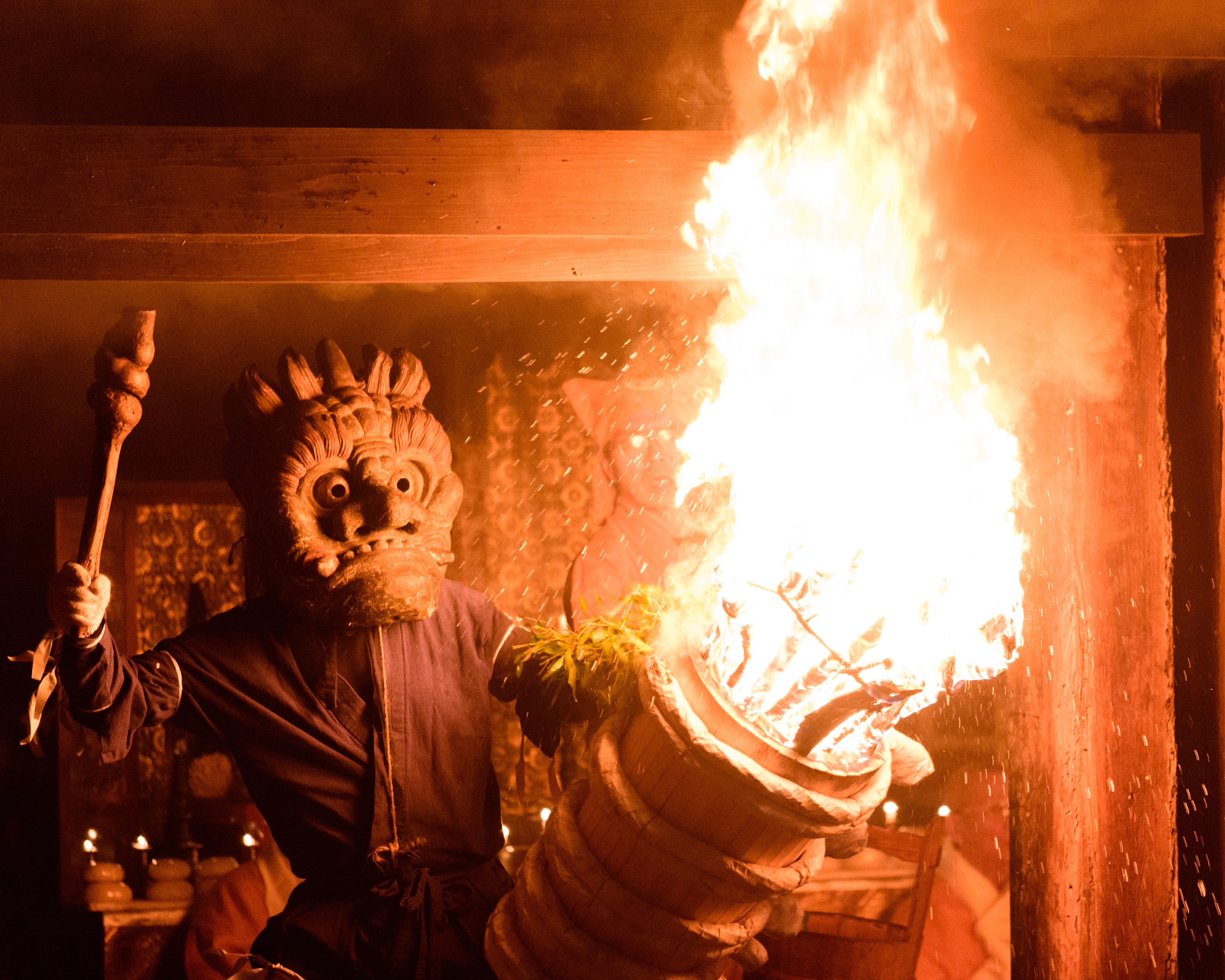
母鬼（青鬼）
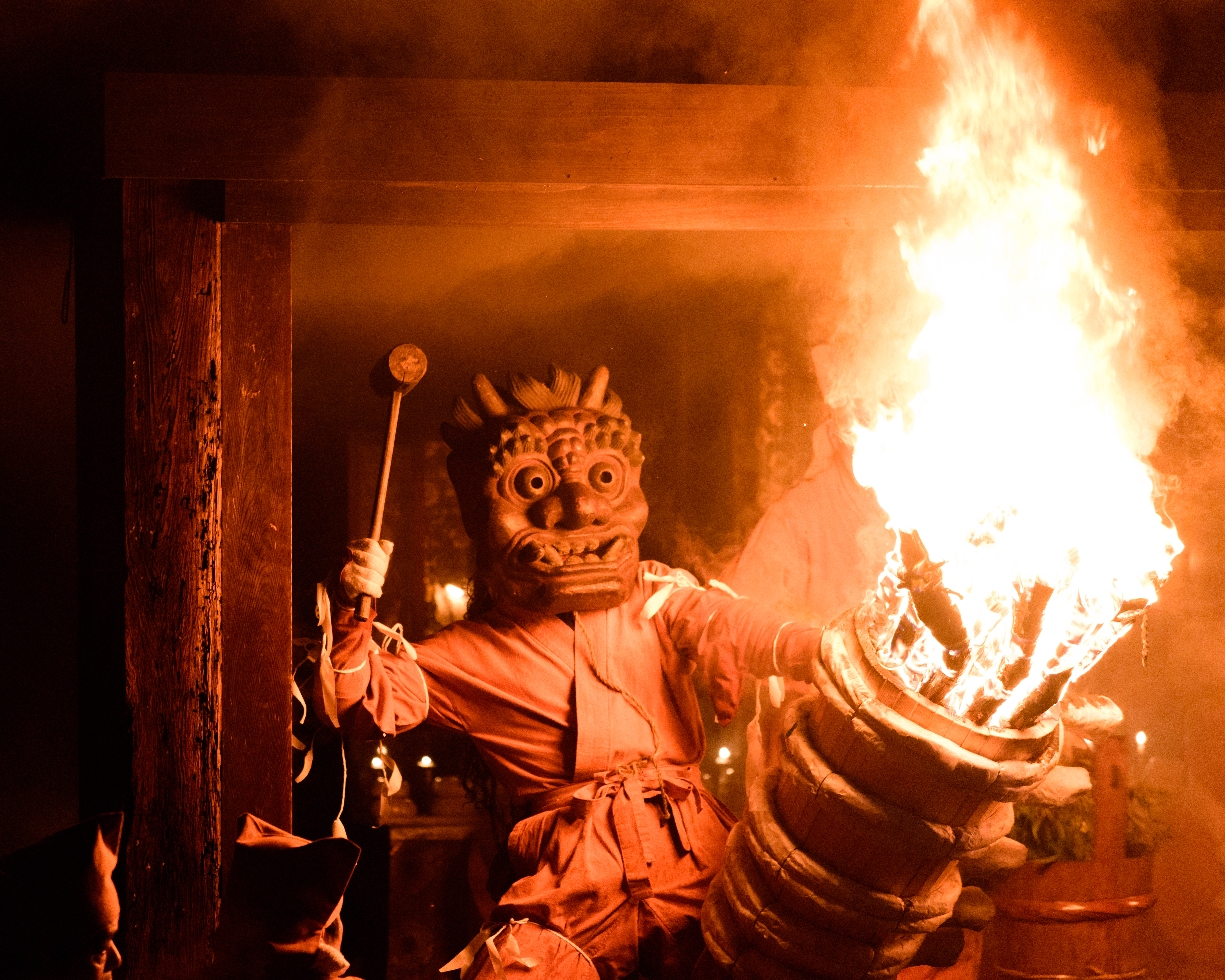
子鬼（茶鬼）

## 歴史

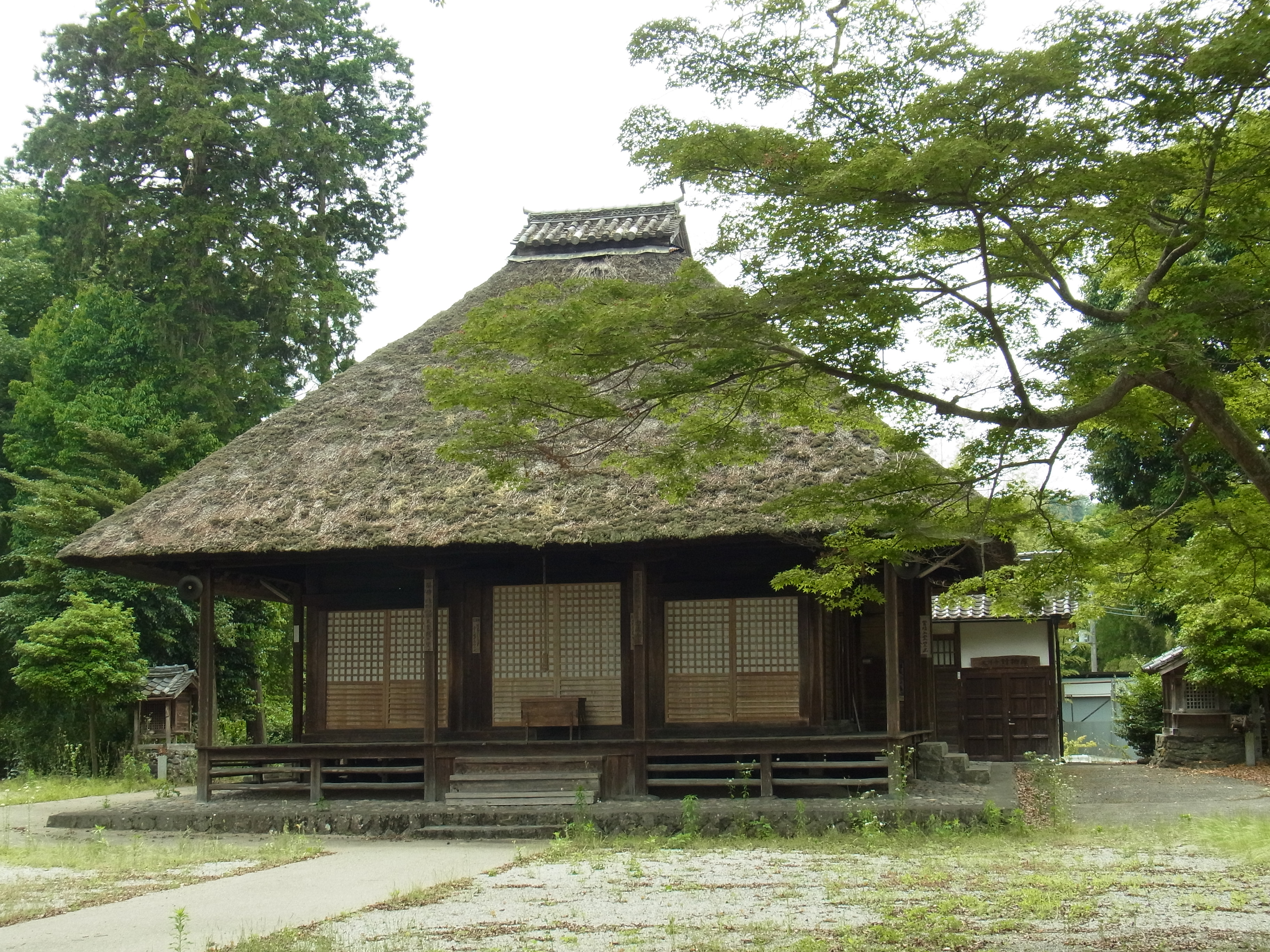
念仏寺陀々堂

念仏寺は土地の豪族坂合部氏（阪合部村の語源）の氏寺として鎌倉時代に創建されたといわれ、阪合部郷12か村の郷寺であったが、現在は真言宗に属する無住寺院となっている。境内には茅葺屋根の本堂（阿弥陀堂）があるだけでこの堂を陀々堂（だだどう）と呼んでいるが、これは、松明をかざして飛び散る火の粉で身を浄め災いを焼き払う達陀（だったん）の秘法を行う堂からの命名であるとされる。
この寺の達陀の行法は室町時代中期に領主坂合部是房の弟頼澄別当が東大寺二月堂の修二会にならって始めたもので、毎年1月14日の修正会結願に鬼走り行法を創始し厄除福授を願ったものと伝えられ、以来500年以上の間一度も欠けることなく行われてきた行事である。行事で使われていた鬼面の文明18年（1486年）の墨書銘や、明応5年（1496年）の『坂合部郷定書』からも、15世紀には鬼面を用いた行事が成立していたことがわかる。また、安永2年（1773年）の『大津村村鑑（むらかがみ）明細帳』には現在と変わらない鬼はしり行事の所作が記されている。

## 事前準備
阪合部郷とは近世以降は中村・大野村・山陰村・田殿村・大深村・黒駒村・表野村・大津村・火打村・犬飼村・上野村・相谷村となる12か村の総称で、1889年（明治22年）からはそれに阪合部新田と樫辻村が加わる。陀々堂の鬼はしりはこの阪合部郷14地区により維持運営されてきた。儀式は14地区の代表や阪合部自治会などからなる総代会と、鬼はしりの諸役を務め実質的にこれを執行する「念仏寺鬼はしり保存会」によって行われる。
鬼役は特定の家ではないが一度引き受けると翌年以降も毎年勤めるようになるらしい。鬼が持つ松明の重量は60kgもあるので若くて力の強いものに順次譲られていく。鬼役3人は1月8日から水垢離をして別火の精進生活を1週間続ける。昔はその間を境内にあった籠堂で過ごしたというが現在は各家で行っている。行事の不備は精進が足りなかったことを意味するため、その間の生活は徹底している。ベテランの鬼役でさえ「手がちぎれても松明は離さん覚悟だが、精神統一のため毎日納得するまで水を浴びる」と話す。
12日からは火天（かって）役も精進潔斎に入る。この日は鬼役が中心になり行事の準備をする。鬼の井戸へ行く道作りをし、鬼の体につける紙縒（コヨリ）づくり、さらに大仕事の松明づくりをする。松明の台は長さ80cmほどのヒノキの木片を桶を作るように囲む。その中に50cmほどの松根をさし込み燃えやすいようにホダ（乾燥した小枝）やヘギ（薄く剥いだ板）を混ぜておく。台のまわり5か所を細縄に白紙をまいたハナミナワで桶のたがを締めるように締めつける。松明を持つ部分もこれで作りくくりつける。鬼が持つ松明は長さ1.2m、直径70cm、重量60kg。これを3つとやや小さめの火天役用を1つ、そして直径15cmほどの迎え松明1つの計5本を作る。松根は毎年取り替えるが、本体の台部分は3・4年ぐらいで新調する。
鬼走りの盛り上がりは松明の燃え具合にかかっている。樹脂が多くて燃えやすい松根は1月5日頃に採掘する。以前は念仏寺の保安林の松を使用していたが、近年は山に松が植えられていない上に松くい虫の被害もあり良質の松根を確保するのが困難になっている。

## 行事当日
鬼走りに奉仕するのは勧行僧の他、鬼役3名、火天（かって）1名、佐（すけ）4名、水天（かわせ）5名、貝吹き2名、太鼓打ち1名、棒打ち3名、鉦打ち1名など。
3匹の鬼は、斧を持つ赤い鬼が父鬼、捻木を持つ青い鬼が母鬼、槌を持つ茶色の鬼が子鬼で、それぞれの鬼面とそれぞれの色の法衣を着、手甲脚絆に草鞋履きといったいでたちで、その装束の上の足、腕、肩など16か所に観世縒（カンジョウリ）という紙縒を結び付けている。この鬼の面が立派で、室町時代の文明18年（1486年）の墨書きがあるカヤ材の一木作りの3面ともほぼ同じ大きさの重量4.5kgほどのものだが、現在この面は文化財として保存されており、行事で実際に使われているのは1960年（昭和35年）に太田古朴に依頼して作られたヒノキ材一木作りの鬼面である。
14日は午後から大般若経の転読法要が行われ昼の鬼走りが始まる。鬼は松明を持つが昼は点火されない。同時に本堂の内陣、須弥壇裏の松の板壁を1mほどの長さの樫の棒2本でリズムをつけて叩く「阿弥陀さんの肩叩き」と呼ばれる棒打ちが行われる。
夜になると護摩が焚かれ夜の鬼走りとなる。迎えの小松明を先頭に鬼の入堂、読経が始まり、鉦、法螺貝、太鼓とともに棒打ちの音が堂内に響きわたる中、火天（かって）役による「火伏せの行」となる。堂の奥からエビ茶色の法被姿の火天が燃えさかる松明を肩に登場し、お堂の正面に立つと松明を振り上げ「水」の字を書くように振り回す。火の粉が飛び散り、水天（かわせ）役が手に持つ桶から笹竹で水をすくい、火天にかけて火をはらったり床に落ちた火の粉を消してまわる。堂を3回まわって行は終わり堂内はしばし静まる。
そのうちヒノキの生葉をいぶした厚い煙の雲が堂内に立ちこめ煙の中から棒打ちの音、法螺や太鼓の響く中、行事を取り仕切る差配（さはい）の指示でいよいよ最初の一番松明に点火、松明は佐（すけ）役の肩に担がれ父鬼とともに登場、鬼は一の戸口（北側）で松明を受けとると正面に来て左膝の上に置き、右手の斧を高く上げて見得を切る。続いて母鬼が二番松明で登場、鬼は二の戸口（中央）、三の戸口（南側）へと渡っていく。三番松明で子鬼が北の戸口に登場するときには父鬼は南の戸口、母鬼は中央の戸口と3つの松明が並びそれぞれが大きく見得を切る。松明は南の戸口から佐役により須弥壇裏を廻って再び北側に渡り、鬼たちの同じ所作が3周繰り返される。
堂内での火祭りは例が少なく初めて見る人はそのスケールの大きさに驚く。松明の炎は木造の堂の軒先をなめるように広がり、「火伏せの行」と同じく水天役が火の粉を消してまわる。これだけの火を集めるのだから神経を使うがこれまで火災になったことはない。阿弥陀さんの御加護だと地元の人たちは語る。
昔は3つの松明の燃え方でその年の米の出来具合を占ったという。一番松明が早稲（ワセ）、二番松明が中稲（ナカテ）、三番松明が晩稲（オクテ）と定め、一番よく燃えたものがその年の豊作をもたらすといわれていた。
鬼たちが堂内を3周すると、横出口から境内の右隅にある水天井戸に礼参りに行き松明を水に沈めて火を消す。行事はこれで終わりとなるが、鬼が体に結び付けている紙縒（観世縒）が禍除けになるというので、見物に来ている人たちがこの時に鬼の周りに殺到し奪いあいとなる。

## 日時
- 12月22日 - 松明の根掘り[18]
- 1月5日 - 保存会総会（役員決定）[18]
- 1月8日 - 鬼役別火入り・水垢離精進潔斎[18]
- 1月12日 - 当番町の御供餅作り、水天井戸清掃、松明・コヨリ作り、修正会の法要[18]
- 1月13日 - 柴灯護摩準備、焚火場作り、境内清掃、テント設営[18]
- 1月14日 - 修正会結願[19]
  - 午後1時 - 五人の僧による大般若経転読[2]
  - 午後4時 - 昼の鬼はしり（松明無灯火）
  - 午後4時15分 - 子ども鬼はしり[18]
  - 午後4時30分 - 福餅まき
  - 午後7時 - 息災護摩供（堂内）
  - 午後7時30分 - 柴灯護摩供（境内）
  - 午後9時 - 鬼はしり（午後9時30分終了）

## 位置
- 奈良県五條市大津町127 念仏寺

### 交通
- JR和歌山線五条駅下車 五條市デマンドタクシー大深線火打口下車[20]徒歩5分[21]
- JR和歌山線大和二見駅下車[22]
- JR和歌山線隅田駅下車[23]
- 車では国道24号上野町交差点南折、阪合部橋渡る[3]。
  - 念仏寺周辺には駐車場が少ないため橋手前の上野公園（こうずけこうえん）駐車場の利用が推奨される[19]。

## 鬼面
1960年（昭和35年）まで行事に使われていた鬼面は15世紀製作の貴重なもので、本尊阿弥陀如来の面と伝わる無銘の鬼面を含めた4面が、「陀々堂の鬼面」として奈良県指定有形民俗文化財（2015年〈平成27年〉3月27日指定）となっている。
| 父鬼面（赤鬼） | 父鬼面（赤鬼）                                                   | 父鬼面（赤鬼）                                                   |
| -------------- | ---------------------------------------------------------------- | ---------------------------------------------------------------- |
| 材質           | 榧（カヤ）                                                       | 榧（カヤ）                                                       |
| 法量           | 長さ                                                             | 60センチメートル                                                 |
| 法量           | 幅                                                               | 42.5センチメートル                                               |
| 法量           | 高さ                                                             | 26センチメートル                                                 |
| 法量           | 重さ                                                             | 4.5キログラム                                                    |
| 形状           | 阿形で二本角。毛髪部は胡粉地銀泥塗                               | 阿形で二本角。毛髪部は胡粉地銀泥塗                               |
| 墨書銘         | 「別当頼澄僧都／山陰 右衛次郎／文明十八年丙午」                  | 「別当頼澄僧都／山陰 右衛次郎／文明十八年丙午」                  |
| 母鬼面（青鬼） |                                                                  |                                                                  |
| 材質           | 榧（カヤ）                                                       | 榧（カヤ）                                                       |
| 法量           | 長さ                                                             | 51.5センチメートル                                               |
| 法量           | 幅                                                               | 38センチメートル                                                 |
| 法量           | 高さ                                                             | 26センチメートル                                                 |
| 法量           | 重さ                                                             | 4.5キログラム                                                    |
| 形状           | 吽形で一本角                                                     | 吽形で一本角                                                     |
| 墨書銘         | 「権大僧都頼澄別当／作者右兵衛次郎／文明十八年丙午十二月 日」    | 「権大僧都頼澄別当／作者右兵衛次郎／文明十八年丙午十二月 日」    |
| 子鬼面（茶鬼） |                                                                  |                                                                  |
| 材質           | 榧（カヤ）                                                       | 榧（カヤ）                                                       |
| 法量           | 長さ                                                             | 47.5センチメートル                                               |
| 法量           | 幅                                                               | 35.5センチメートル                                               |
| 法量           | 高さ                                                             | 21センチメートル                                                 |
| 法量           | 重さ                                                             | 3.2キログラム                                                    |
| 形状           | 阿形で二本角                                                     | 阿形で二本角                                                     |
| 墨書銘         | 「□大僧都頼澄別当／作者右兵衛二郎山陰／文明十八年丙午十二月 日」 | 「□大僧都頼澄別当／作者右兵衛二郎山陰／文明十八年丙午十二月 日」 |